# داسا-وپ
داسا-وپ (به لاتین: Dasa-eup) یک منطقهٔ مسکونی در کره جنوبی است که در دئگو واقع شده‌است. داسا-وپ ۳۶٫۶۶ کیلومتر مربع مساحت و ۶۲٬۱۸۹ نفر جمعیت دارد.